# آريان تسيوترين
آريان تسيوترين (مواليد 23 نوفمبر 1994) هو لاعب مصارعة حرة بيلاروسي، حصل على الميدالية البرونزية في وزن 57 كج في بطولة العالم 2021.

## وصلات خارجية
- آريان تسيوترين على موقع قاعدة بيانات المصارعة الدولية (الإنجليزية)